# L'uomo in bilico
Uomo in bilico (titolo orig. Dangling Man) è il primo romanzo scritto da Saul Bellow e pubblicato nel 1944, presso Vanguard Press.

## Trama
Scritto in forma di diario, è la storia di un uomo disoccupato di Chicago, di nome Joseph, delle sue relazioni con la moglie e gli amici, mentre aspetta di essere richiamato a combattere nella seconda guerra mondiale. L'attesa però si protrae, e l'uomo si fa prendere da domande esistenziali sul senso della propria vita.

## Edizioni italiane
- L'uomo in bilico, traduzione di Giorgio Monicelli, Collana Medusa n.311, Mondadoricittà=Milano, 1953. - Collana Oscar settimanali n.50, Mondadori, 1966; Collana Oscar Scrittori del Novecento n.1736, Mondadori, 1990-2000, ISBN 88-04-48254-0.
- Uomo in bilico, in "Romanzi", vol. I, traduzione di Barbara Placido, a cura di Guido Fink, Collana I Meridiani, Milano, Mondadori, 2007, ISBN 978-88-045-6242-9.
- Uomo in bilico, traduzione di Barbara Placido, Collana Oscar Moderni n.307, Milano, 2019-2022, ISBN 978-88-047-6669-8.